# 점막밑신경얼기
점막밑신경얼기(submucosal plexus, plexus of the submucosa, plexus submucosus) 또는 점막하신경총(粘膜下神經叢), 마이스너 신경얼기, 마이스너총(Meissner's plexus)은 위장관벽의 점막밑층에 존재하는, 신경 섬유와 신경절 세포가 얽혀 있는 부분이다. 점막밑신경얼기의 신경 세포는 근육층신경얼기에서 유래하며, 근육층신경얼기는 다시 위창자간막동맥 주변에 위치한 부교감신경으로 구성된 신경얼기에서 유래한다. 근육층신경얼기에서 나온 가지들은 돌림근육층의 근섬유를 관통하여 점막밑신경얼기를 형성한다. 점막밑신경얼기에서 나온 신경절은 점막근육층과 점막까지 뻗는다.
점막밑신경얼기에는 도기엘 세포가 존재한다. 점막밑신경얼기의 신경 다발은 근육층신경얼기의 신경 다발보다 미세하다. 점막밑신경얼기 신경 다발의 기능은 상피층의 세포와 점막근육층의 평활근에 분포하는 것이다.
점막밑신경얼기 신경 세포의 14% 정도가 감각 신경 세포이다.

## 역사
처음 점막밑신경얼기에 대해 기술한 것은 독일의 교수인 게오르그 마이스너(Georg Meissner)이다.

## 참고 문헌
이 문서는 현재 퍼블릭 도메인에 속하는 그레이 해부학 제20판(1918) page 1177의 내용을 기초로 작성된 글이 포함되어 있습니다.
1. ↑  Stach, W (1979). “Die differenzierte Gefäßversorgung der dogielschen Zelltypen und die bevorzugte Vaskularisation der Typ I/2-Zellen in den Ganglien des Plexus myentericus (Auerbach) des Schweins” [Differentiated vascularization of Dogiel's cell types and the preferred vascularization of type I/2 cells within plexus myentericus (Auerbach) ganglia of the pig]. 《Anatomischer Anzeiger》 (독일어) 145 (5): 464–73. PMID 507375.
2. ↑  Costa, M (2000). “Anatomy and physiology of the enteric nervous system”. 《Gut》 47 (90004): iv15–9; discussion iv26. doi:10.1136/gut.47.suppl_4.iv15. PMC 1766806. PMID 11076898.
3. ↑  Haubrich, William S. (February 1999). “Meissner of Meissner's plexus”. 《Gastroenterology》 (영어) 116 (2): 247. doi:10.1016/S0016-5085(99)70166-6.